# Pyrenochaeta nobilis
Pyrenochaeta nobilis är en svampart som beskrevs av De Not. 1849. Pyrenochaeta nobilis ingår i släktet Pyrenochaeta, ordningen Pleosporales, klassen Dothideomycetes, divisionen sporsäcksvampar och riket svampar.  Utöver nominatformen finns också underarten ilicis.